# Université du Venda
L'université du Venda, ou Univen, est une université publique située dans la province du Limpopo, en Afrique du Sud.

## Historique
L'université du Venda a été fondée en 1982 dans la ville de Thohoyandou.

## Organisation
L'Univen est composée de 8 écoles :
- École d'agriculture
- École d'éducation
- École des sciences environnementales
- École des sciences de la santé
- École des sciences humaines et sociales
- École de droit
- École des sciences de gestion
- École de mathématiques